# Prva liga Jugoslavije (1945)
Prva liga Jugoslavije (1945) było 18. edycją najwyższej piłkarskiej klasy rozgrywkowej w Jugosławii. W rozgrywkach brało udział 8 zespołów, grając systemem pucharowym. Mistrzem Jugosławii została reprezentacja Serbii. Tytuł króla strzelców zdobył Stjepan Bobek, który w barwach drużyny JAL strzelił 8 goli.

## Ćwierćfinały
- Serbia – Czarnogóra 2–0
- Chorwacja – Bośnia i Hercegowina 6–1
- Wojwodina – Macedonia 3–1
- JAL – Słowenia 8–2

## Półfinały
- Serbia – Chorwacja 3–1
- JAL – Wojwodina 4–3

## Finał
- Serbia – JAL 1–0